# 독일의 대학입시
김나지움에서 졸업한 학생들은 대부분 대학에 진학한다. 대학입시에서는 김나지움에서 공부한 것을 평가한다. 
학생들은 자신의 적성과 능력을 고려하여 진로를 정하고, 관련 있는 교과목을 선택하여 집중적으로 공부하면서 대학입시에 대비한다.

## 대입제도 현황

### 학생선발 기준
독일의 대입제도는 대학이 주관하기보다는 국가가 주관하고 있다. 그리고 학생 선발 기준에서는 교과 성적과 대학입학시험이 가장 중요한 기준이 되고 있다.

##### 교과성적(내신)
독일의 일반계 고등학교인 김나지움 상급반은 일반적으로 11학년부터 13학년까지 세 개 학년으로 구성되어 있다.
입문 단계인 11학년은 반별로 수업을 받고, 12학년과 13학년의 경우에는 코스체제에 따라 수업을 받는다. 
코스란 한 과목의 수업 단원을 말하는데 그것은 한 학기 동안 지속 된다. 
코스체제란 한 과목 안에 기초코스와 심화코스 두 과정을 두는 것으로 기초코스는 과목당 주 2~4시간 수업을 받고, 심화코스는 6시간의 수업을 받는다. 
모든 학생은 늦어도 10학년이 끝날 때까지 두가지 심화코스 과목을 선택하여야하 한다. 선택한 심화코스 과목은 대학입학자격시험 아비투어(Abitur)을 치를 때까지 네 학기 동안 이수해야 한다. 
대학입학자격시험은 선택한 심화코스 두 과목과 기초코스 두 과목을 합하여 총 네 과목이 된다. 
기초코스와 심화코스의 과목별 성적은 매 학기 정기적으로 실시되는 시험에 따라 산출되며, 아비투어 시험의 총점에 포함된다. 
시험 결과는 1등급부터 6등급까지의 여섯 개 평정척도로 표시된다. 그리고 다시 이 평정척도는 0~15점까지의 점수로 환산된다.

##### 아비투어 시험 점수
독일의 대학입시인 아비투어(Abitur) 시험은 그 성격상 대학입학시험이라기보다는 일차적으로 김나지움(한국의 인문계 고등학교에 해당) 졸업시험이다. 
아비투어 시험에 합격했다는 점은 일차적으로 고등학교 수준의 학력을 갖춤과 동시에 다른 중등학교(후우프트슐레, 레알슐레, 종합학교)졸업자들보다 뛰어난 능력을 갖추고 있다는 것을 의미한다. 
따라서 아비투어 합격 후 대학에 진학하지 않고 취직을 할 때 그것은 하나의 고품질 자격증으로 인정받게 된다. 
아비투어 시험은 동시에 대학에서 계속 수학할 수 있는 능력을 갖추고 있는지 평가하는 기준이 된다. 
즉, 아비투어 시험은 대학에서 학문을 연마할 수 있는 능력을 갖추고 있는지 확인하고 자격을 부여하는 대학입학자격시험이다.

### 대학입학전형자료
독일의 대학입학전형자료는 내신과 아비투어 시험 두 가지로 구성된다. 16개 주별로 약간씩 차이가 있기는 하지만 기본적으로 총 900점 만점에 내신 600점, 아비투어 시험 300점으로 점수가 매겨진다. 내신 성적은 김나지움 12학년부터 13학년 1학기까지의 성적을 합산한 것이고, 13학년 2학기성적은 졸업시험(아비투어 시험) 성적에 합산되어 산출된다. 아비투어 시험은 필기시험과 구두시험으로 구성되어 있다. 일반적으로 내신과 아비투어 시험 이외의 요구되는 별도의 전형자료는 없다.

### 학생 선발 절차
독일에서는 원칙적으로 아비투어 시험에 합격하면 어느 대학이든지 지원할 수 있고 입학허가서를 받으면 입학이 된다. 그러나 일부학과는 국가차원에서 입학생 수를 제한하기도 한다. 그러한 학과에 진학하기 위한 학생들을 선발하기 위하여 중앙입학관리청이란 관청이 설립되었다.

##### 중앙입학관리청에 의한 선발 절차
2007년 현재 중앙입학관리청에 의하여 입학이 제한되어 있는 학과는 의학과, 치의학과, 수의학과, 제약학과, 심리학과, 생물학과 등 여섯 개 학과이다. 이들 학과는 사회적 수요에 맞추어 정부 차원에서 입학생 수를 제한하고 있다. 입학 선발 절차는 전체 지원자 수가 그 과의 전체 수용가능 인원을 넘을 경우에 이루어진다. 
위 여섯 개 학과의 정원은 다음과 같은 비율로 할당되어 있다. 20%는 아비투어 성적이 좋은 학생에게 배정되고, 20%는 입학대기자에게 배정된다. 나머지 60%는 대학에서 자체적으로 선발하도록 되어 있다. 그리고 외국인, 사회적으로 어려움에 처한 학생, 부전공자, 군복무자 등의 경우에는 정원 외 특별 전형이 이루어진다.

##### 대학 자체의 선발 절차
최근까지 독일의 대학에서는 기본적으로 대학이 자체적으로 주관하는 시험을 통하여 학생을 선발하지 않았다. 입학허가 제한이 없는 학과에 진학하기를 희망할 경우 아비투어 성적표와 지원서를 제출하면 대체적으로 입학허가를 받을 수 있었다. 그러나 대학의 책임이 높아지면서 최근 독일 대학입시에서도 대학의 역할이 점차 강조되고 있다. 독일 대학에서의 선발방법은 크게 두 가지로 나눌 수 있다. 첫째는 중앙입학관리청에서 부여한 학과에 대한 입학 선발이다. 앞에서 제시한 여섯 개 학과의 학생 가운데 60%를 대학 자체적으로 선발하는 것이다. 둘째는 대학에 직접 지원한 학생들을 선발하는 것이다. 이 경우는 대학 자체적으로 정원을 제한하고 있는 학과에 지원학생 수가 초과할 때 학생을 선발하는 것을 말한다. 정원이 제한되어 있지 않는 학과에서는 지원학생을 모두 수용한다. 대학 자체의 선발에서는 대학 차원에서 선발하는 학과가 있고, 학과 차원에서 선발하는 학과로 구분된다. 아비투어 시험 성적이 가장 중요하고, 지원자의 학업이력, 학과 적성, 장애 여부 등을 종합적으로 검토하여 최종 선발한다.

## 대입정책의 특징;
독일의 대입정책에서는 국가와 고등학교의 역할이 강조되고 있다. 국가는 모든 대학입시를 총괄한다. 국가는 특정 학과의 경우 정원까지 관리하고 있다. 국가와 더불어 고등학교 역시 주도적인 역할을 담당하고 있다. 대학입시에서 결정적인 역할을 하는 내신 성적과 아비투어 시험 역시 고등학교에서 직접 주관하고 있다. 국가의 관리와 고등학교에서 자체적으로 실시하는 국가시험 결과를 대학은 믿고, 그 결과에 기초하여 학생을 선발하게 된다. 이렇게 볼 때 독일 대학입시에서는 국가, 고등학교, 대학이 균형 있게 영향을 미치고 있다고 평가할 수 있다. 그러나 미국과는 달리 독일의 대학입시전형 요소는 다양하지 못하다. 선발방법이 주로 시험에 의존하고 있어 미국처럼 다양하지 않다. 그리고 대학이 대체적으로 평준화되어 있기 때문에 경쟁이 치열하지도 않고, 대학들은 우수한 학생들을 선발하기 위한 노력을 기울이지도 않는다. 중앙입학관리청에서 입학자 수를 제한하는 학과들의 경우 대기자에게 20%를 할당하거나 사회적 약자에게 특별 전형을 실시하는 등 전반적으로 수월성보다는 형평성의 원칙이 강조되고 있다. 곧 기다리면 가고 싶은 대학이 의대라도 갈 수 있다는 뜻이다. 

## 대입제도와 고등학교 교육과의 관계
대입제도와 고등학교 교육과의 관계는 매우 중요하다. 학생의 선발에서 고등학교 교육활동이 가장 중요한 평가 요소가 되며, 역으로 대입제도가 고등학교 교육에 영향을 미치기도 하기 때문이다. 
독일의 대입제도가 고등학교의 입장을 반영하고 있는가 하는 물음을 제기할 때 고등학교에서의 교육활동을 핵심 기준으로 수용하고 있다고 평가할 수 있다. 독일은 내신의 비중이 전체의 3분의 2에 해당한다.
반대로 대입제도가 고등학교 교육에 미치는 영향을 살펴보면 독일의 경우에는 대입제도가 고등학교 교육에 크게 영향을 미치고 있다. 
대입제도에 맞추어 고등학교 교육과정이 구성되며 따라서 대입제도와 고등학교 교육활동이 긴밀하게 연계되어 있다고 평가할 수 있다.